# Hermann von Pückler-Muskau
Hermann Ludwig Heinrich von Pückler-Muskau (Muskau (Lausitz), 1785. október 30. – 1871. február 4.) herceg, német író és tájépítész.

## Élete

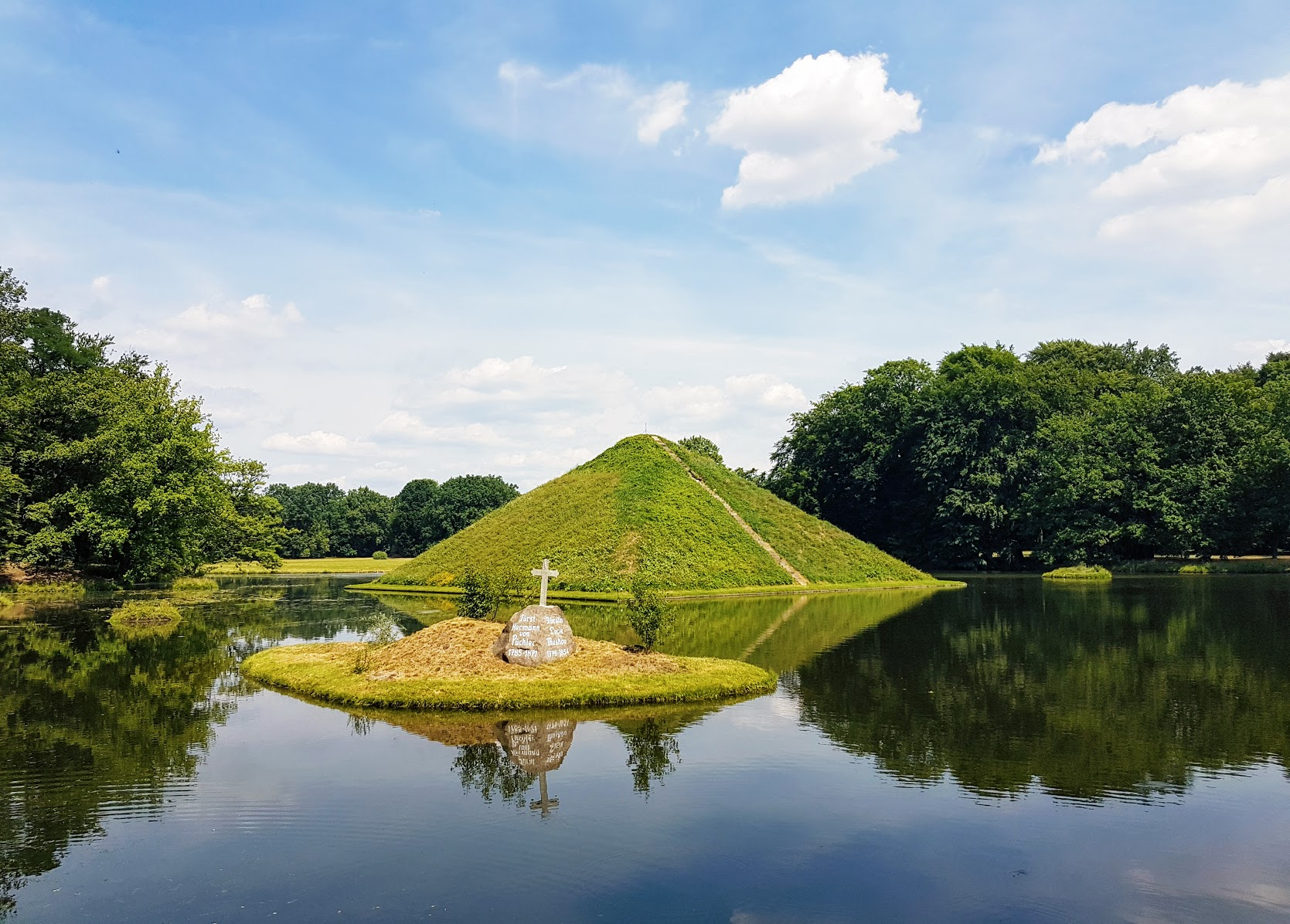
Hermann von Pückler-Muskau sírhelye Branitzban

Eleinte jogot tanult, 1803-ban katona lett, de néhány év múlva ennek a pályának is hátat fordított és hosszabb külföldi utazások után kezébe vette atyjának muskaui birtokát. Az 1813-as háborút orosz szolgálatban küzdötte végig, ismételten kitüntette magát, de a békekötés után megint elhagyta a katonaságot. 1822-ben hercegi rangra emelték, kárpótlásul ama kiváltságokért, melyeket Pückler-Muskau Lausitznak a porosz államba való beolvasztása alkalmával elveszített. Ekkor ismét nagy utazásokat tett: 1828-ban bejárta Angliát és Franciaországot, 1835-ben Algériát és Észak-Afrikát, 1837-ben Egyiptomot, Kis-Ázsiát és Görögországot, ahonnan csak 1840-ben tért vissza. 1845-ben eladta ősi uradalmát és hosszabb idő múlva, melyet fölváltva Olasz- és Németországban töltött, Branitzban teremtett magának kedvére való otthont. Az angol parkok beható tanulmányozása után, ő honosította meg a kontinensen a kertészetnek ama nemét, mely a kertbe távlat útján bevonja a környező tájat is. Erről szól Andeutungen über Landschaftsgärtnerei (Stuttgart, 1834). Mint író leginkább a humoros, csevegésszerű útirajzot művelte. E fajta művei: Briefe eines Verstorbenen (Stuttgart, 1830-31); Tutti-Frutti (5 kötet, uo. 1834); Jugenwanderungen (1835); Semilassos vorletzter Weltgang (3 kötet, 1835); Semilasso in Afrika (1836); Der Vorläufer (1838); Südöstlicher Bildersaal (1840); Aus Mehemed Alis Reich (1844) és Die Rückkehr (3 kötet, Berlin 1846-48. Meghalt Branitz nevű kastélyában (Cottbus mellett). Naplóit és leveles könyveit halála után Ludmilla Assing adta ki (9 kötet, Berlin, 1873-76).